# Население Соломоновых Островов
Демографические особенности населения Соломоновых Островов включают: плотность населения, этническую принадлежность, уровень образования, здоровье населения, экономический статус, религиозную принадлежность и другие аспекты.
Соломоновы Острова включают в себя различные культуры, языки и обычаи. Из них 94,5 % составляют меланезийские, 3 % — полинезийские и 1,2 % — микронезийские. Кроме того, зарегистрировано небольшое количество европейцев и китайцев. Население использует около 120 местных языков.
Большинство людей проживают в небольших, широко рассредоточенных поселениях вдоль побережья. Шестьдесят процентов живут в населенных пунктах с населением менее 200 человек, и только 10 % проживают в городских районах.
Столица Хониара расположена на Гуадалканале, самом большом острове. Другими крупными городами являются Гизо, Ауки и Kirakira.
Большинство жителей Соломоновых Островов исповедуют христианство, преобладающие ветви: англиканство, методизм, католическая церковь, евангелистская церковь церковь адвентистов седьмого дня . Около 5 % населения придерживаются традиционных верований.
Основными характеристиками традиционной меланезийской социальной структуры являются:
- Натуральное хозяйство;
- Признание родственных связей с соблюдением обязательств, выходящими за пределы непосредственной семейной группы;
- Как правило, равноправные отношения, подчеркивающие приобретенный, а не наследственный статус;
- Сильная привязанность людей к земле.

Большинство островитян поддерживают эту традиционную социальную структуру и находят свои корни в деревенской жизни.

## Демографическая статистика
Демографическая статистика взята из Всемирной книги фактов.

### Население
- 622469

### Возрастная структура
- 0-14 лет: 35,68 % (мужчины 114 349 / женщины 107 750)
- 15-24 года: 20,01 % (мужчины 64 036 / женщины 60 512)
- 25-54 года: 35,73 % (мужчины 113 306 / женщины 109 133)
- 55-64 года: 4,45 % (мужчины 13 863 / женщины 13 820)
- 65 лет и старше: 4,13 % (мужчины 12 315 / женщины 13 385) (2015 год).

### Коэффициент прироста населения
- 2,02 %

### Коэффициент рождаемости
- 25,77 рождений / 1000 человек населения

### Смертность
- 3,85 смертей / 1000 человек населения

### Чистый коэффициент миграции
- −1,75 мигрантов / 1000 человек

### Урбанизация
- Городское население: 22,3 % от общей численности населения
- Коэффициент урбанизации: 4,25 % динамика роста за год

### Соотношение полов
- При рождении: 1,05 мужчин / женщин
- 0-14 лет: 1,06 мужчин / женщин
- 15-24 года: 1,06 мужчин / женщин
- 25-54 года: 1,04 мужчины / женщины
- 55-64 года: 1 мужчина / женщина
- 65 лет и старше: 0,92 мужчин / женщин
- Общая численность населения: 1,04 мужчин / женщин (2015 год)

### Коэффициент младенческой смертности
- 114 смертей / 100 000

### Ожидаемая продолжительность жизни
- Общая численность населения: 75,12 лет
- Мужчина: 72,49 лет
- Женщина: 77,88 лет

(2015 год)

### Общий коэффициент рождаемости
- 3,28 рождённых детей на одну женщину (2015 год)

### Расходы на здравоохранение
- 5,1 % ВВП

### Доступность здравоохранения
- 0,22 врачей / 1000 человек населения

### Доступность мест в больницах
- 1,3 / 1000 человек населения

### Национальность
- Solomon Islanders (существительное)
- Solomon Islander (прилагательное)

### Этнические группы
- Меланезийцы 95,3 %
- Полинезийцы 3,1 %
- Микронезийцы s1.2 %,
- Другие 0,3 %

### Религии
- Протестантизм 73,4 %
- Англиканство 31,9 %
- Евангельские христиане 17,1 %
- Церковь адвентистов седьмого дня 11,7 %
- Объединенная церковь Христа 10,1 %
- Баптизм 2,5 %
- Католицизм 19,6 %
- Иные ветви христианства 2,9 %
- Другие религии 4 %
- Отсутствует 0,03 %,
- Не указано 0,1 %

### Языки
- Пиджин Соломоновых Островов
- Английский (официальный) (говорят только 1 % −2 % населения)
- 120 языков коренных народов

### Грамотность
- Общая численность населения: 84,1 %
- Мужчины: 88,9 %
- Женщины: 79,2 %